# Tadeusz Kuchar

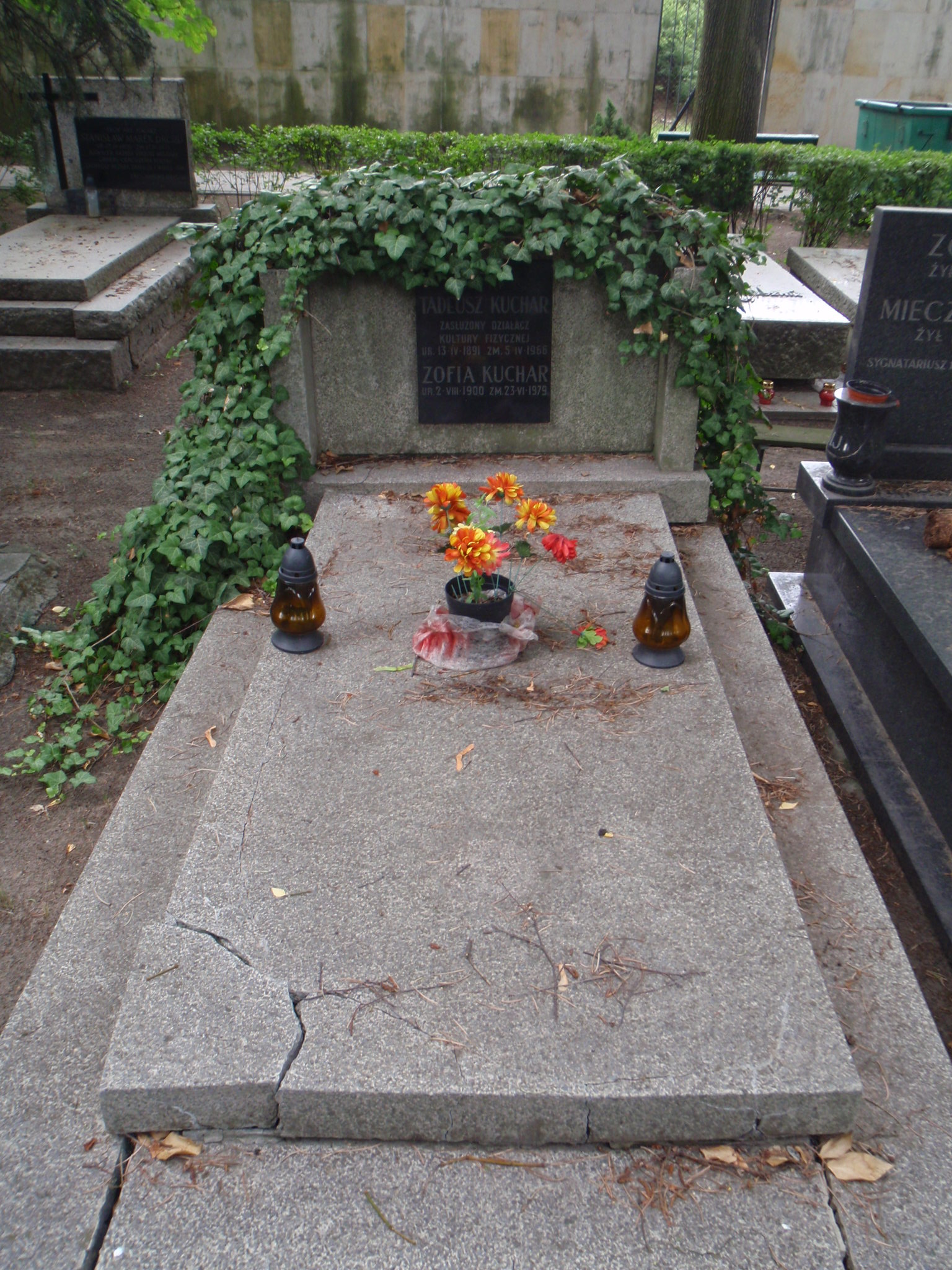
Grób Tadeusza Kuchara na Cmentarzu Wojskowym na Powązkach w Warszawie

Tadeusz Kuchar (ur. 13 kwietnia 1891 w Krakowie, zm. 5 kwietnia 1966 w Warszawie) – inżynier, major Wojska Polskiego, lekkoatleta, piłkarz, pływak, łyżwiarz, narciarz, działacz sportowy, kawaler Orderu Virtuti Militari.

## Życiorys
Urodził się 13 kwietnia 1891 r. w rodzinie pochodzenia węgierskiego jako syn Ludwika (zm. 1917) i Ludwiki z Drzewieckich. Ojciec był przemysłowcem i został sponsorem klubu LKS Pogoń Lwów. Jego braćmi byli również wszechstronni sportowcy (związani z klubem LKS Pogoń Lwów, w tym z sekcją piłki nożnej) i oficerowie rezerwy artylerii Wojska Polskiego: Władysław (1895–1983), sportowiec, działacz sportowy, porucznik, Wacław (1897–1981), olimpijczyk, porucznik. Jego rodzeństwem byli również: Kazimiera po mężu Chodkiewicz (1899–1981), Karol (1892–1960), Kinga (zm. 1894), Mieczysław (1902–1939), piłkarz, bramkarz Pogoni Lwów, Zbigniew (1905–1945), także hokeista Pogoni.
Tadeusz Kuchar ukończył studia na Politechnice Lwowskiej, był inżynierem, specjalistą budownictwa sportowego. Został członkiem korporacji akademickiej „Aquitania”.
Został żołnierzem c. i k. armii. W styczniu 1914 r., jako aspirant został mianowany kadetem rezerwy i przeniesiony z 11 pułku haubic polowych Austro-Węgier do 10 pułku haubic polowych Austro-Węgier. 
W listopadzie 1918 r. we Lwowie zorganizował 5. baterię artylerii, na czele której wziął udział w obronie miasta. 22 listopada został dowódcą III dywizjonu artylerii, zachowując dowództwo 5 baterii. Dowództwo III dywizjonu sprawował do 28 listopada, kiedy to w ramach reorganizacji lwowskiej artylerii został on zlikwidowany. W połowie stycznia 1919 r. objął dowództwo I dywizjonu 5 pułku artylerii polowej. W maju 1919 r. dowodził grupą artylerii złożoną z dwóch baterii: „Krakus” i „Wanda”. Grupa ta wspierała 38 pułk piechoty, między innymi w walkach pod Tarnopolem. W czerwcu tego roku, w zastępstwie kapitana Romana Odzierzyńskiego, dowodził grupą artylerii złożoną z czterech baterii: „Basia”, „Władysław”, „Wanda” i „Mańka”.
Uczestniczył w wojnie polsko-bolszewickiej. Został awansowany do stopnia kapitana rezerwy artylerii ze starszeństwem z dniem 1 czerwca 1919 r. W latach 1923–1924 był przydzielony jako oficer rezerwowy do 6 pułku artylerii ciężkiej we Lwowie (wraz z nim brat Władysław). W 1934 r. pozostawał w ewidencji Powiatowej Komendy Uzupełnień Warszawa Miasto III. Miał przydział do Oficerskiej Kadry Okręgowej Nr VI. Był wówczas w grupie oficerów rezerwy artylerii „po ukończeniu 40 roku życia”. Ostatecznie awansował do stopnia pułkownika.
Został działaczem Polskiego Związku Łyżwiarskiego; w jego strukturze był członkiem pierwszego zarządu w 1921 r. W 1937 r. był członkiem honorowym klubu LKS Pogoń Lwów. 
W młodości był związany z Pogonią Lwów. Jako piłkarz grał na pozycji środkowego pomocnika. Największe sukcesy odnosił w lekkoatletyce (biegi długodystansowe). Szczytowe osiągnięcia odnosił w latach 1910–1911. W 1912 r. zrezygnował ze startów w eliminacjach przedolimpijskich, by nie reprezentować na Olimpiadzie Austro-Węgier. Był współtwórcą Polskiego Komitetu Igrzysk Olimpijskich. Tadeusz Kuchar pełnił funkcję selekcjonera reprezentacji piłkarskiej w latach 1923, 1925 i 1928. Był pierwszym prezesem Polskiego Związku Lekkiej Atletyki, a w okresie od 29 czerwca 1945 r. do 16 lutego 1946 r. pełnił funkcję prezesa PZPN.
W latach 1946–1950 był dyrektorem Państwowego Urzędu Wychowania Fizycznego i Przysposobienia Wojskowego (PUWFiPW), a następnie Głównego Komitetu Kultury Fizycznej (GKKF). Od 1960 r. do śmierci dyrektor departamentu budownictwa sportowego w GKKF. Twórca hali Torwar, hali sportowej w Gliwicach, współtwórca Stadionu X-lecia w Warszawie, autor prac poświęconych budownictwu sportowemu m.in. „Budownictwo sportowe” (1936) i „Urządzenia sportowe – wytyczne do projektowania” (1959). 
Został pochowany na Cmentarzu Wojskowym na Powązkach w Warszawie (kwatera C 2-5-3). 
Był żonaty z Zofią (1900–1979), córką Michała Demetra.

## Ordery i odznaczenia
- Krzyż Srebrny Orderu Wojskowego Virtuti Militari nr 2715 – 10 sierpnia 1922[23] (udekorowany 17 kwietnia 1921 we Lwowie przez gen. broni Tadeusza Rozwadowskiego)[24]
- Krzyż Komandorski Orderu Odrodzenia Polski (PRL)
- Krzyż Kawalerski Orderu Odrodzenia Polski (II RP)
- Złoty Krzyż Zasługi (1937)[25]
- Medal Niepodległości (9 listopada 1933)[26].
- Srebrny Krzyż Zasługi (7 listopada 1929)[27]
- Medal 10-lecia Polski Ludowej (14 stycznia 1955)[28]
- Honorowa Odznaka Miasta Łodzi[29]